# Arena (vlak)
Arena, također poznat kao Zeleni vlak je bio naziv za brzi putnički vlak koji je prometovao na relaciji Pula-Ljubljana-Zagreb. Ukinut je raspadom SFR Jugoslavije 1991. godine. Za promet se koristila dizel-motorna garnitura serije 711.